# 일본국 헌법 제69조
일본국 헌법 제69조(일본어: 日本国憲法第69条)은 일본국 헌법 제5장 "내각"의 조문 중 하나이다. 중의원의 내각 불신임 결의의 효과에 대해 규정하고 있다.

## 조문
일본국 헌법 제69조
내각은 중의원에서 불신임의 결의안을 가결하거나 신임의 결의안을 부결한 때는 10일 이내에 중의원이 해산되지 아니하는 한 총사직하여야 한다.

## 해설
내각 불신임 결의권은 중의원이 가진다고 규정하였다. 중의원에서 내각 불신임 결의안이 가결되거나 반대로 신임 결의안이 부결된 경우에 내각은 10일 이내에 중의원 해산을 결정할 수 있으며, 그렇지 않으면 내각은 총사직해야 한다.